# Cyclisme aux Jeux panaméricains de 1987
Navigation
Jeux panaméricains de 1983 Jeux panaméricains de 1991
Les compétitions de cyclisme des Jeux panaméricains de 1987 se sont déroulées du 9 au 16 août à Indianapolis, États-Unis.

## Podiums hommes

### Courses sur route
| Compétitions       | Or                                                         | Argent                                                        | Bronze                                                   |
| ------------------ | ---------------------------------------------------------- | ------------------------------------------------------------- | -------------------------------------------------------- |
| Course en ligne    | Rosendo Ramos (MEX)                                        | Marcos Mazzaron (BRA)                                         | Enrique Campos (VEN)                                     |
| 100 km par équipes | États-Unis Steve Hegg Kent Bostick John Frey Andrew Paulin | Cuba Eduardo Alonso Jorge Salazar Osmani Alvarez Eduardo Cruz | Mexique Rosendo Ramos E. Cano F. Enríquez Bernardo Colex |

### Courses sur piste
| Compétitions           | Or                     | Argent                  | Bronze                   |
| ---------------------- | ---------------------- | ----------------------- | ------------------------ |
| Kilomètre              | Curtis Harnett (CAN)   | Gene Samuel (TRI)       | Leonard Nitz (USA)       |
| Vitesse                | Ken Carpenter (USA)    | Mark Gorski (USA)       | Curtis Harnett (CAN)     |
| Poursuite individuelle | Gabriel Curuchet (ARG) | David Brinton (USA)     | Patrick Beauchemin (CAN) |
| Poursuite par équipes  | États-Unis             | Argentine               | Brésil                   |
| Course aux points      | Federico Moreira (URU) | Manuel Youshimatz (MEX) | Conrado Cabrera (CUB)    |

## Podiums femmes

### Courses sur route
| Compétitions    | Or                  | Argent              | Bronze          |
| --------------- | ------------------- | ------------------- | --------------- |
| Course en ligne | Rebecca Twigg (USA) | Inga Thompson (USA) | Sara Neil (CAN) |

### Courses sur piste
| Compétitions           | Or                            | Argent              | Bronze                |
| ---------------------- | ----------------------------- | ------------------- | --------------------- |
| Vitesse individuelle   | Connie Paraskevin-Young (USA) | Renee Duprel (USA)  | Olga Ruyol (CUB)      |
| Poursuite individuelle | Rebecca Twigg (USA)           | Kelly-Ann Way (CAN) | Enedilma Poveda (CUB) |